# Reuben Fine
Reuben Fine (Nova York, 11 d'octubre de 1914 - 26 de març de 1993) va ser un dels millors jugadors d'escacs del món durant els anys trenta. Va ser també autor de diversos llibres d'escacs que segueixen sent populars avui en dia. Després de la Segona Guerra Mundial, va estudiar psicologia i va escriure diversos llibres sobre el tema.

## Biografia
Fine va aprendre a jugar als escacs a nivell competitiu en el famós Marshall Chess Club de Nova York, aplanant el camí per a molts famosos Grans Mestres com Bobby Fischer. Fine també és considerat un dels millors jugadors d'escacs ràpids del món: podia aconseguir empats contra el llavors campió del món Aleksandr Alekhin, encara que va admetre que les poques vegades que va jugar amb el precursor d'Alekhin, José Raúl Capablanca, aquest el va vèncer "sense pietat".
Abans de 1937, ja havia guanyat una sèrie de torneigs internacionals i era un dels jugadors més reeixits del món. Va representar els Estats Units en nombroses Olimpíades d'escacs on l'equip del país va acabar invariablement en el primer lloc. Encara que actiu en els torneigs dels Estats Units, mai no va poder acabar primer al Campionat d'escacs dels Estats Units; generalment finalitzava darrere de Samuel Reshevsky. No obstant això, el rècord en torneigs internacionals de Fine en els anys trenta era superior al de Reshevsky.
Fou 8è al fort torneig de Kemeri de 1937 (guanyat per Samuel Reshevsky, Vladimirs Petrovs i Salo Flohr). El 1938, va empatar al primer lloc amb Paul Keres en el prestigiós Torneig AVRO dels Països Baixos. Aquest va ser un dels torneigs més famosos del segle xx. Se suposava que el guanyador de la competència, jugada a doble volta amb el sistema "tots contra tots", es convertiria automàticament en el rival del campió del món, títol llavors en poder d'Aleksandr Alekhin. Fine va finalitzar davant del futur campió Mikhaïl Botvínnik, del mateix Alekhin i dels campions anteriors Max Euwe i Capablanca, així com dels Grans Mestres Samuel Reshevsky i Salomon Flohr. Fine va guanyar les seves dues partides contra Alekhin. No obstant això, la segona Guerra Mundial va interrompre totes les competicions i Alekhin va morir el 1946.
El 1941, Fine va escriure Finals bàsics dels escacs, un compendi d'anàlisi de jugades de finals que es considera un dels millors treballs del seu temps sobre el tema. Idees darrere les obertures en els escacs també es considera una feina important que es concentra en la teoria subjacent a les obertures més que en seqüències de moviments particulars. Durant la segona Guerra Mundial, va treballar per a la Marina de Guerra dels Estats Units, executant els extravagants càlcul de les probabilitats que submaríns alemanys emergissin en determinats punts de l'oceà.
Després de la guerra, Fine va continuar jugant als escacs i va rebre una invitació de la FIDE a participar en el campionat mundial de 1948, a causa de seu triomf al torneig de la AVRO. Estranyament, va declinar participar, pel que van sorgir especulacions pel que fa a la raó veritable de la seva actitud. El motiu oficial va ser que treballava en la seva dissertació doctoral a psicologia. No obstant això, alguns suggereixen que les seves raons tenien a veure amb l'agressiva actitud dels mestres russos, com podria deduir d'una entrevista a Larry Evans a la revista Chess life.
Fine va rebre el seu doctorat en psicologia de la Universitat del Sud de Califòrnia i va abandonar la pràctica professional dels escacs per concentrar-se en la seva nova professió. El 1956, va escriure l'article "Observacions psicoanalítiques respecte als escacs i els mestres escaquistes" per a un diari especialitzat en el tema. Aquest article es va convertir més endavant en el llibre La psicologia del jugador d'escacs. És un tema fascinant i Fine dona un curiós enfocament freudià a l'assumpte. Fine no va ser el primer a examinar la ment d'un escaquista; Alfred Binet, l'inventor de la prova de l'índex d'intel·ligència, havia ja estudiat la funcionalitat mental dels bons jugadors d'escacs i havia trobat que sovint posseïen trets mentals en comú, com ara una bona memòria.
Fine va continuar jugant esporàdicament als escacs al llarg de la seva vida (una partida el 1963 contra Bobby Fischer es va incloure en el llibre de Fischer Els meus seixanta jocs memorables), però va preferir centrar-se en qüestions relatives a la psicologia. Algú va observar que això era "una pèrdua per als escacs i, en el millor dels casos, un empat per a la psicologia". Fine va publicar Una història de la psicoanàlisi el 1979, el qual va ser seguit per altres llibres seus sobre el tema.
Una de les seves creences més interessants era que l'homosexualitat podia ser "curada" i les seves opinions respecte a això es van utilitzar en batalles legals que implicaven el tema, entre elles la disputa legislativa sobre unions del mateix sexe a Hawaii. En la seva curta carrera als escacs, Fine va aconseguir rècords positius contra campions del món anteriors i de l'època com ara Lasker, Alekhin i Botvínnik, i fins i tot un empat contra Capablanca.

## Obres publicades

### Escacs
- Dr. Lasker's Chess Career, by Reuben Fine and Fred Reinfeld, 1935, ISBN 4-87187-531-8.
- Modern Chess Openings, sixth edition, 1939.
- Basic Chess Endings, 1941, McKay. Revised in 2003 by Pal Benko. ISBN 0-8129-3493-8.
- Chess the Easy Way, 1942. 1986 Paperback re-issue. ISBN 0-671-62427-X, ISBN 0-923891-50-1.
- The Ideas Behind the Chess Openings, 1943. Revised in 1989. McKay, ISBN 0-8129-1756-1, ISBN 4-87187-460-5.
- The Middlegame in Chess. ISBN 0-8129-3484-9.
- Chess Marches On, 1946. ISBN 4-87187-511-3.
- The World's A Chessboard, 1948. ISBN 4-87187-512-1.
- Practical Chess Openings, 1948. ISBN 4-87187-534-2.
- The World's Great Chess Games, Crown Publishers, Inc. 1951, LOC # 51-12014; Ishi Press, 2012. ISBN 4-87187-532-6.
- Lessons From My Games, 1958, ISBN 4-87187-533-4.
- The Psychology of the Chess Player, 1967. ISBN 4-87187-815-5.
- Bobby Fischer's Conquest of the World's Chess Championship: The Psychology and Tactics of the Title Match, 1973. ISBN 0-923891-47-1.

### Psicologia
- Freud: a Critical Re-evaluation of his Theories (1962).
- The Healing of the Mind (1971).
- The Development of Freud's Thought (1973).
- Psychoanalytic Psychology (1975).
- The History of Psychoanalysis (1979).
- The Psychoanalytic Vision (1981).
- The Logic of Psychology (1985).
- The Meaning of Love in Human Experience (1985).
- Narcissism, the Self, and Society (1986).
- The Forgotten Man: Understanding the Male Psyche (1987).
- Troubled Women (1992)